# Grathem
Grathem est un village néerlandais situé dans la commune de Leudal, dans la province du Limbourg néerlandais. Le 1er janvier 2007, le village comptait 1 785 habitants.

## Histoire
Le 1er janvier 1991, la commune de Grathem perd son indépendance. Elle est alors rattachée à la commune de Heythuysen.